# プロダクション人力舎
株式会社プロダクション人力舎（プロダクションじんりきしゃ）は、日本の芸能事務所。

## 沿革
1977年（昭和52年）、19歳からお笑いタレントのマネージャー一筋だった玉川善治が設立。社名は「人の力の在り処」というヒューマンな意味と駄洒落を込めている。
設立当初は劇団東京乾電池が所属。その後はシティボーイズ、マギー司郎、竹中直人、中村ゆうじ、B21スペシャルなどを世に送り出した。フリーのとんねるずもデビュー前に誘われた。
設立当初はキャバレーの仕事が多く、お笑いが徐々にテレビ番組へと移行していく端境期だった。玉川は45歳になるまで、所属タレント全員のマネージャーとしてスケジュール管理などを行っていた。
1992年（平成4年）、シティボーイズとB21スペシャルを独立させた際に戻ってきた資金で、若手芸人育成を目的として東京初のお笑い専門学校『スクールJCA』を設立した。現在、テレビ番組を中心に活動している所属タレントのほとんどが同校出身者である。
2010年（平成22年）6月に玉川善治が死去し、長男で当時副社長だった玉川大が代表取締役に就任。
設立当初から東高円寺駅近くのIKビル3階に入居していたが（スクールJCAの稽古場も同じ階に併設）、2013年春に西新宿のコンシェリア西新宿 TOWER'S WEST2階へ移転した。同時にスクールJCAも同ビル地下へ稽古場を移転している。

## 社風
この事務所には芸人を売れるように育てようという意識がなく、スクールJCAを卒業したとしても更に自力でプロモートをかけなくてはならない。自主性は社員にも求められ、タレントの仕事内容は元より単独ライブ等のイベント・企画に関してもタレントと相談して決めていく。「独立してこそ一人前」という説があるが、売れたタレントには積極的に独立や移籍を奨めていた。実際、シティボーイズやB21スペシャルらは独立したが1990年代以降は売れて移籍した芸人はほとんどいない。ただ、簡単に独立できるわけではなく、12ヶ月連続で月収1000万円以上が続くことが条件だった。また、マネージャーと共に独立した場合はそのマネージャーの最初の給料は玉川が決めていたという。マネージャーがそのタレントとの独立を望まない場合は人力舎に残ることも可能である。
上下関係は厳しくなく、後輩が先輩に対して「さん」付けしたり、テレビ番組内で「後輩が先輩に敬語を使う（人力舎の場合では、プライベートでは後輩が先輩に対して敬語を使用しないことはごく普通である）」程度。ライブの関係者席だと知らずに芸人が座って叱られたりなど、しきたりやマナーについても指導される機会があまりなく無頓着。ただし他の事務所の芸能人と共演する際は先輩への挨拶・敬語等が不可欠なため、東京03が『オールスター感謝祭』へ出演した際、事前に挨拶しなかったことで司会の島田紳助から生放送中に恫喝された一件がスポーツ新聞の一面で報じられた。
所属芸人はコント専門、もしくはコント中心に活動するコンビ・グループが多い。そのことから「コントの人力舎」と称されることがある。代表例として東京03とキングオブコメディがキングオブコントを、吉住がTHE Wをコントで制覇するなど、実力は高い。その影響か「バカ爆走!」を始め事務所のライブでは普通のライブとは異なり、コントの場合は芸人が登場する際に拍手をしないのが定着している。一方、おぎやはぎがM-1グランプリの決勝に進出し、アンタッチャブルが優勝してからは、漫才で活躍する芸人も増え、M-1グランプリ2021から4年連続で真空ジェシカが決勝進出するなどしている。

## ライブ
事務所ライブは「バカ爆走!」、金曜日と土曜日に行われる「どっきん!」がある。
「爆笑お笑いフェス!!」（運営は岡山県のイベント会社であるグッドラック・プロモーション）という全国の地方都市で開催されるお笑いライブは、人力舎営業部長の早坂須美子が同社のみならず太田プロダクション、マセキ芸能社、グレープカンパニー、SMA NEET Project、ワタナベエンターテインメント、タイタン、浅井企画、サンミュージックプロダクション、ケイダッシュステージ、松竹芸能、ホリプロコムなど吉本興業以外の在京芸能事務所に所属する芸人たちをまとめたキャスティングを担当しており、「早坂営業」と通称されている。当地の名産品を集めた豪華なケータリングが有名で、芸人の話題に上がることが多い。
年に一度のペースで刑務所慰問も行っている。

## 不祥事
2010年（平成22年）に東京国税局から前年9月までの4年間で約2億4千万円の所得隠しを指摘され、重加算税を含めた追徴税額、約1億円を修正申告した。

## 所属タレント

### お笑いグループ
- オアシズ（大久保佳代子、光浦靖子）
- アンジャッシュ（児嶋一哉、渡部建）
- アンタッチャブル（山崎弘也、柴田英嗣）
- 北陽（虻川美穂子、伊藤さおり）
- ドランクドラゴン（鈴木拓、塚地武雅）
- おぎやはぎ（小木博明、矢作兼）
- 東京03（豊本明長、飯塚悟志、角田晃広）
- 埼京パンダース（河野かずお、ガーユー）
- 鬼ヶ島（野田勉、おおかわら、アイアム和田）
- ラバーガール（飛永翼、大水洋介）
- 本田兄妹（本田ひでゆき、本田あやの）
- リニア（酒井啓太、しょうへい）
- キズナ（武田裕司、小野大樹）
- うちまつげ（内間一彰、ゲーツー）
- じぐざぐ（阿部未来、ジャンプ）
- 真空ジェシカ（ガク、川北茂澄）
- 魂ず（コバシ、翁長玄）
- トンツカタン（お抹茶、森本晋太郎、櫻田佑）
- アンダーパー（藤原丞、マッチ）
- 化石コンパス（増子潤也、木下裕之）
- バイオニ（空閑雄太、松元将征）
- なかよし（パフ、コモリギャルソン）
- おかえりニコルソン（かわえなつき、長岡大喜）
- ザ・マミィ（林田洋平、酒井貴士）
- ターリーターキー（なみはるか、玉遥香）
- ふぁのシャープ（わたなべオーケストラ、かわいタクト）
- あそび（清水パソコン、宮間扱い）
- グランドスラム（海人、石原秀和）
- メゾンドマカロニ（松岡祐作、西山真平）
- アリゾナベースボールスクール（石井椋、奥秋達也）
- もぐら（古川友也、長田光世）
- スパイシーガーリック（ジョン、片山智勝）
- 源川（温野菜つみれ、内田圭治郎）
- 凛凛パーカー（南條聖、レオ）
- ジャンク（小森瑠斗、山下瑞生）
- 車海老のダンス（根本ろ過、情野祐美子）
- めっちゃ最高ズ（めっちゃむつみ、おばた最高）
- おしどり大名（てんこ盛り男、はるのぶ）
- バローズ（ちゅら、徳永敦）
- サービスエリア（さつまあげ、大山礼安）
- プランクトン（後藤大介、柿崎六番）
- まぐろ兄弟（佛円優太、アライちゃん）
- マルケンスッタン（原幹人、宮崎翔太郎、下瀬問題作）
- リードオフマン（尾崎理人、塚谷進太郎）
- ワンタイトル（大島佑宜、毛利啓太）
- ハルひなた（大本武司、五十嵐彰太）
- あおいちゃん（おもて、みむ）
- 金色グラフティ（荒木伸太郎、梅本泰司）
- ソルトレイク（佐藤充、はらぼー）
- 炭酸水（さの、南原暎成、小松）
- 人間横丁（山田蒼士朗、内田紅多）
- ふたりはリバース（堤悠真、小林綾華）
- まちょねーず（坂本裕亮、佐藤大誠）
- 海を売る男（ぎん、神戸竜馬）
- やおよろず（天野裕、ゴシヒロ。）
- 雨傘（中島啓太郎、オサナイ）
- エリクトン（古屋幸大、松永玲音）
- グレンジャー（山崎優作、ミウラ）
- ジャグチーる（池田吹雪、小野しょうた）
- ダックワーズ（佐藤そう、九十九）
- マインドスティール（藤島航希、吉香）
- 花ブービー（水上あめんぼ、新井ねこ）
- 海底金融（糸柳澄人、くりやま）
- カヌン（市川雄一、黒崎彗史）
- コードレス化ポルカ（平井誠人、乾デンチ）
- さかずき（新井岳、神宮亮）
- 写実派（吉井崇人、芍薬アカデミー）
- ジョンドウ（皆川海渡、渡理輝也）
- センチメンタルズ（鈴木悠真、大貫浩一）
- トツカミツカ（あわ、落合正基）
- 野良凡夫（高橋隆一郎、山神敏也）
- パブン（中平健斗、新谷祐介）
- メメ識（ハヤシドリル、酒井しづか）
- あい色ラグーン（あちわ、原田佳佑）
- エクレアパープル（千田、雅也）
- キャラメルパンダ（おじょうちゃん、ワンダー榮田）
- くろイルカ（フチガミアリキ、石渡けんた）
- こはるバスケ（木村海音、橋場）
- サモエズ（下田泰誠、ほーせー）
- タルタル関数（柳、おび）
- デイドリーム（きこ、ふうと）
- ビックブック（大橋英介、岡本遥仁）
- ぶれんどしっぷ（小林隼太朗、藤原）
- 窓辺のピーマン（阿部カケル、望月慶人）
- めおしぼたん（立石宙、神崎竜生）
- 楽願（平山大志、茂木佑太朗）
- 悪趣味な色彩のカエル（餌食、羽立）
- 最大パルプ（平野健太郎、堀井椋平）
- 三色ブルペン（杉野充駿、中河彩）
- シガリバーネオ（三輪航大、スガナオキ）
- シキシマ（浜田、瀬田将成）
- 弾丸列車（ボブ、清水ライチ）
- デイビット（あっぱれ!山口、長野）
- ともだちパンチ（つっちゃん、菅谷）
- ノーザンパイク（吉宮舜和、萩原宙士）
- 爆炎ジュゴーン（マサタケ、龍平ふぁにーぼーい）
- 花（偽佐々木、自由本舗、池田こういち）
- パワシ（笊祭、犬下）
- ハングマン（佐久間道隆、深澤皓太）
- ファズ宮（花寺ビスク、ぴかぴか標識）
- ふゆう空間（前田悠真、こじ）
- 南コーヒー（西林、こすがパフォーマンス）

### ピン芸人
- 住田隆
- ゆってぃ
- 田上よしえ
- 今野浩喜
- いけだてつや
- 早出明弘
- 三福エンターテイメント
- くわちゃん
- たきおと
- 井上が来たぞ
- 岡野陽一
- マグ万平
- センス爆発女
- おすし鐘ヶ江
- タッカーノ
- こじま観光
- 永田敬介
- ゆめちゃん
- いかちゃん
- 吉住
- 肉体戦士ギガ
- バッドビート両角
- 五十嵐文香
- くぼゆうき
- さきぽん
- ほくと
- 森本佐恵
- みべ薬局
- 鈴木ジェロニモ
- ゆむら
- 有村ちり紙
- CITY OF SLEEZE
- ぬで
- ふくだりーち
- 梅田元気よく
- おはよう和山
- ペンた丸
- 一旦岡崎
- きり
- ザック・シーン

### 俳優・女優・その他タレント
- 及川のび太（サムライ日本）
- 大河内浩
- 泉春花
- 新實啓介
- 遼河はるひ
- 畠山健（畠山検定）
- 竹岡圭
- 松丸友紀

### JCAプロモーション
かつて存在した下部組織。スクールJCA卒業生はJCAプロモーションを経て正式所属となるのが恒例となっていたが、その制度は2017年頃に廃止された。